# Aklan

Aklan

Aklan – prowincja na Filipinach, położona w północno-zachodniej części wyspy Panay w regionie Western Visayas.
Od północy granicę wyznacza Morze Sibuyan. Od południa graniczy z prowincją Capiz. Od południowego zachodu graniczy z prowincją Antique. Powierzchnia: 1821,42 km². Liczba ludności: 574 823 mieszkańców (2015). Gęstość zaludnienia wynosi 315,6 mieszk./km². Stolicą prowincji jest Kalibo.